# Desperate Hours
Desperate Hours (originaltitel: Butterfly on a Wheel) är en brittisk-kanadensisk dramathrillerfilm från 2007.

## Handling
Chicagoborna Neil Randall (Gerard Butler) och hans fru Abby Randall (Maria Bello) lever ett materiellt bekvämt liv. Randall, eller Mr Randall som han gillar att presentera sig som, har ett antal karaktärbrister. En dag är Randall och hans fru ute och kör när Tom Ryan (Pierce Brosnan) plötsligt dyker upp från baksätet på deras bil. Ryan låter meddela att han har kidnappat parets dotter. Plötsligt är det inte längre Randall, som tycker att han är lite bättre och smartare än genomsnittet, som bestämmer spelreglerna. Är den synbart störde Ryan enbart bitter och avundsjuk på parets bekväma liv eller ligger det ett mer personligt och förståeligt skäl bakom hans agerande?

## Produktion
Filmen är inspelad i Vancouver med inslag av bilder från Chicago. Efterproduktionen ägde rum i Storbritannien. Filmen gick direkt till DVD/Blu-ray Disc i Sverige.